# Tail (Unix)
tail е команда, използвана в Unix базираните операционни системи за извеждане на последните редове на текстов файл.
По подразбиране командата показва последните десет реда, освен ако не е указано друго. Ако чете от много файлове, всеки един ще е обозначен.

## Примери
- tail wikipedia.txt показва последните 10 реда от файла wikipedia.txt.
- tail -n 50 wikipedia.txt показва последните 50 реда.
- tail -f wikipedia.txt показва последните 10 реда и започва да следи дали файлът ще бъде променян, ако това е така, ще бъдат извеждани и новите редове, добавени към него.[1]